# Chiesa di Santo Stefano al Ponte
La chiesa di Santo Stefano al Ponte è un luogo di culto cattolico situato a Firenze nei pressi del Ponte Vecchio, cui deve il suo nome. Si trova nella piccola omonima piazza Santo Stefano. La chiesa è il risultato di più interventi nel corso dei secoli. Tra questi spicca quello seicentesco che rimodellò l'interno, creando un'originalissima architettura di linee spezzate, priva di qualsiasi curva.

## Storia

### Dal Medioevo al XVIII secolo

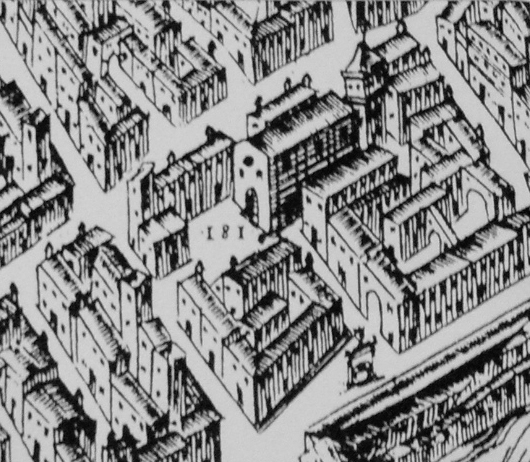
Santo Stefano al Ponte nella pianta del Buonsignori (1584)

Santo Stefano al Ponte Vecchio è documentata già nel 1116, nel primo elenco di chiese fiorentine conosciuto, anche se probabilmente venne fondata molto tempo prima. Le leggende cittadine tramandate dal Basso Medioevo in poi, la vogliono esistente ai tempi di Carlo Magno, tanto che sull'antico portale della chiesa era inchiodato un ferro di mula che si diceva perso dall'imperatore mentre si recava a Roma per l'incoronazione dell'anno 800. Oltre che Santo Stefano ad pontem, la chiesa era detta anche ad portam ferream, con riferimento ai battenti ricoperti di metallo della vicina Porta Santa Maria, e anche "dei Lamberti", da una delle prime famiglie che ne fu patrona.
Altre famiglie che vi tennero tombe e cappelle furono i Gherardini di Montagliari (sepoltura di Lotteringo Gherardini, morto nel 1303), i Girolami, i Riccomanni, i Baldovinetti, i Bertoldi, i Bellandi, i Ragaletti, i Gucci e i Bartolommei, tutte residenti nella sua parrocchia.
Fra XIII e XIV secolo essa assunse l'aspetto attuale con tre monofore nella parte superiore ed un portale al centro in marmo bianco e verde (1233 circa): venne creata la navata unica, più lunga e più larga, vennero aggiunte le tre cappelle del coro e rifatto il tetto con capriate a vista, probabilmente dipinte. Qui si riunirono temporaneamente alcune Arti di Firenze tra XIII e XIV secolo, come l'Arte dei Fabbri, dei Chiavaioli o quella dei Legnaioli.
La chiesa doveva godere di una certa reputazione se in occasione dell'elezione dei capi della città era riservato al priore di Santo Stefano l'onore di celebrare la messa. Nel XV secolo venne creato il chiostro, che presenta delle bifore in pietra serena dal taglio brunelleschiano.
Passata agli Agostiniani della Congregazione di Lecceto nel 1585, la chiesa venne unita dal 1591 alla demolita San Pier Scheraggio e a partire da quel periodo fu oggetto di radicali ristrutturazioni specialmente nel Seicento. Gli Agostiniani acquistarono nel 1515 anche l'edificio limitrofo, detto Torre degli Importuni. I primi interventi nella chiesa riguardarono la creazione di nuovi altari laterali, secondo i dettami del Concilio di Trento. Tra il 1631 e il 1641 l'interno venne completamente rimodellato, su progetto di un architetto ignoto (forse Andrea Arrighetti o Ferdinando Tacca) e probabilmente con un consistente apporto creativo anche del committente stesso, Anton Maria Bartolommei; i lavori vennero portati a compimento dagli eredi del marchese nel 1655. Furono riadattati anche il coro e la cripta.
Nel 1783 Santo Stefano ottenne anche il titolo della scomparsa chiesa di Santa Cecilia, ricevendone molti arredi e venendo riconsacrata dall'arcivescovo Antonio Martini come prioria dei Santi Stefano e Cecilia il 14 ottobre 1787. Dal 1790, per qualche anno, vi si riunì la Compagnia di Sant'Anna dei Palafrenieri.

### Attribuzione e modelli

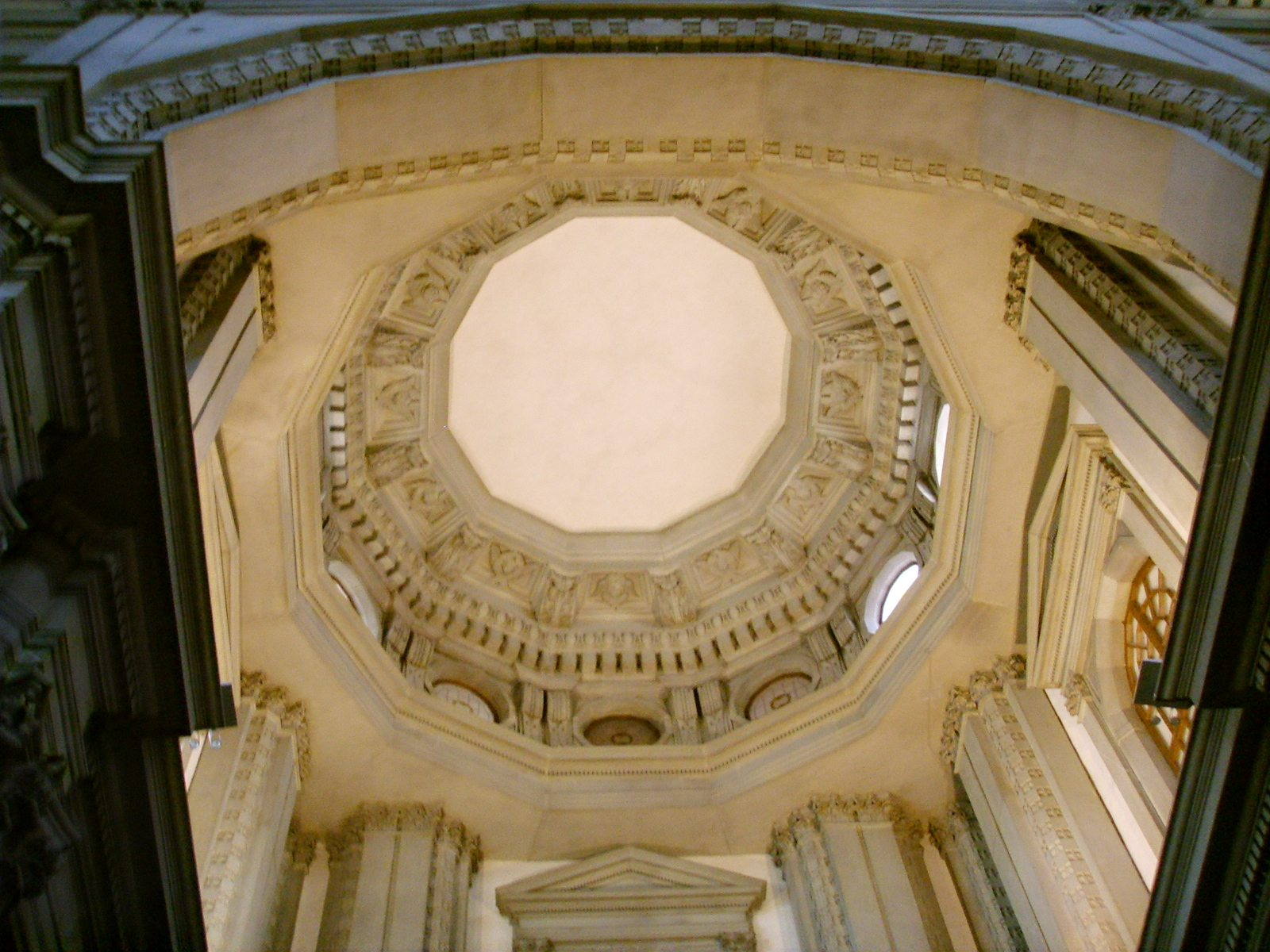
La cupola della tribuna

Molto discussa è l'attribuzione dell'architettura di Santo Stefano nella redazione seicentesca. In base ai documenti d'archivio si sono trovati i nomi di Andrea Arringhetti, che però è noto solo come ingegnere idraulico, e di Ferdinando Tacca, che però viene pagato solo per le opere di scultura. Alcuni hanno fatto il nome di Pietro Tacca (Paatz e altri), ma ciò è dovuto a un errore di interpretazione dei documenti originali, dove il grande scultore è citato solo come padre di Ferdinando.
Un'ipotesi tra le più accreditate è quella che vuole attivo nel processo creativo lo stesso committente, il marchese Anton Maria Bartolommei, che vi "operava a suo capriccio". L'originale uso delle linee spezzate al posto delle curve non ha una spiegazione certa, ma un'ipotesi lo collega alle teorie di Galileo Galilei, del quale il Bartolommei fu estimatore, secondo le quali la scienza riconduceva il divino e l'incomprensibile a forme intelligibili tramite esperimenti: analogamente per arrivare a calcolare con una certa esattezza il cerchio (simbolo del divino) si doveva procedere a successive approssimazioni sulle spezzate dei poliedri.
L'uso sistematico del dodecaedro e delle volte sfaccettate in architettura sembrano essere senza precedenti, fatti unici come altre opere fiorentine di estrema originalità (come il prospetto sul cortile di Palazzo Pitti dell'Ammannati o il Palazzo Zuccari). Il modello più vicino per lo schema generale della disposizione architettonica è rintracciabile nella Cappella dei Principi di San Lorenzo o in opere michelangiolesche come le absidi esterne di San Pietro in Vaticano o ancora in opere a base ottagonale come la tribuna degli Uffizi del Buontalenti o la fontana del Carciofo dell'Ammannati. Questi modelli però non sono sufficienti a spiegare l'interno di Santo Stefano, con l'arcone così alto, con gli inserti in pietra serena sfaccettata, che sembrano simili piuttosto alle fantastiche costruzioni degli stipi in legno e pietre dure.

### XIX e XX secolo

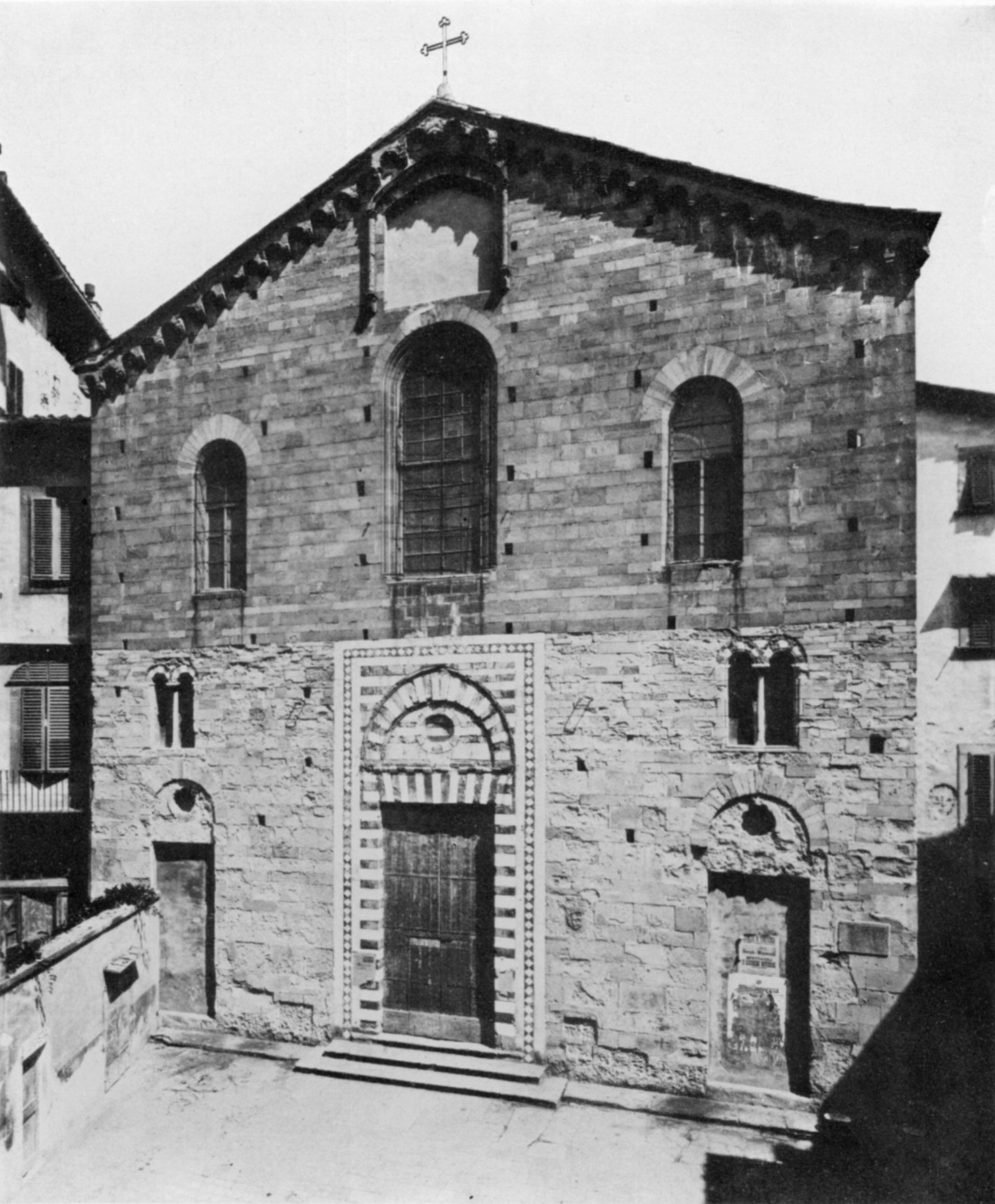
L'aspetto della chiesa ai primi del Novecento

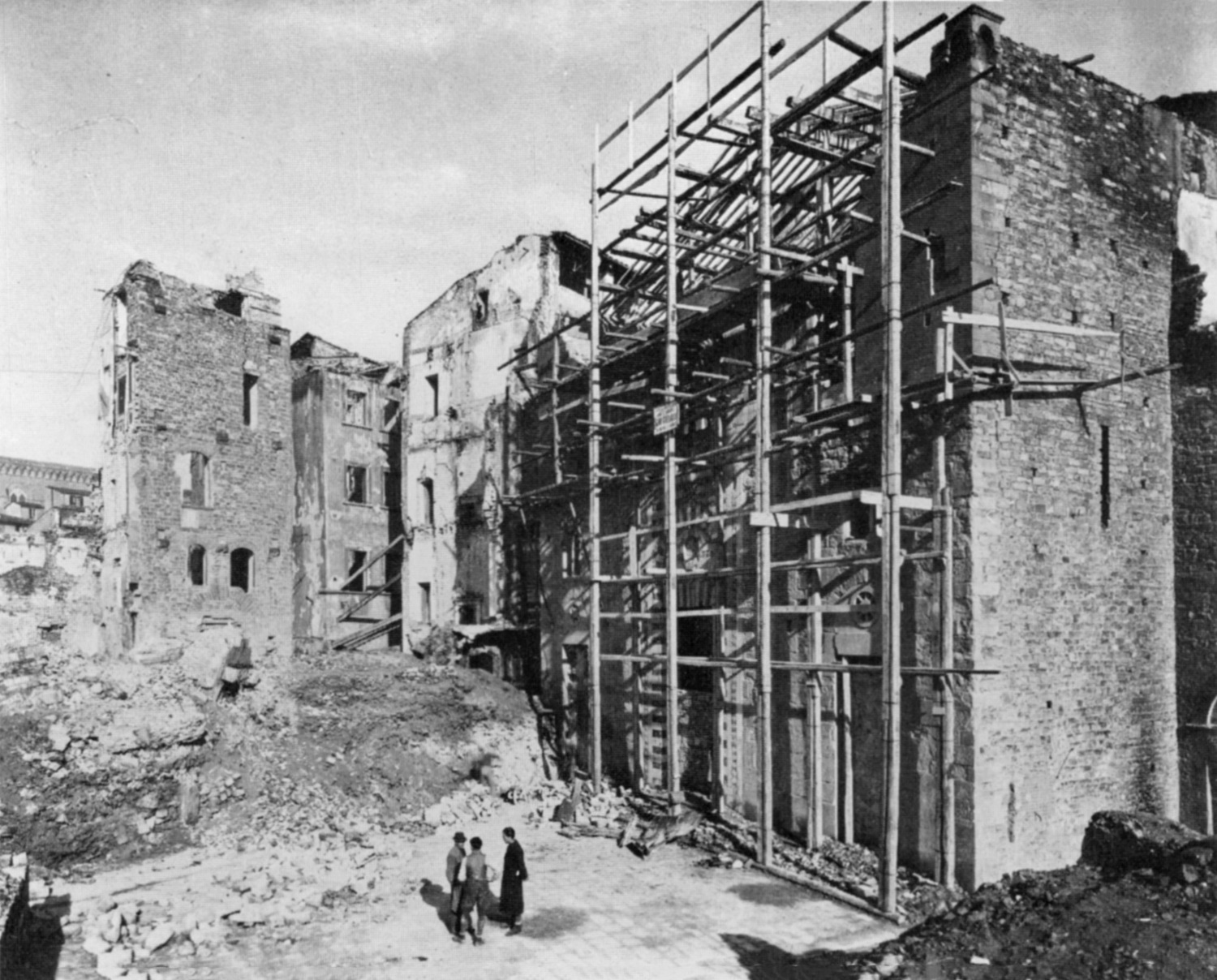
La chiesa dopo le distruzioni del 1944

Durante le ristrutturazioni del centro cittadino tra la fine del XIX e l'inizio del XX secolo, a Santo Stefano pervenne la grandiosa scalinata con balaustra, capolavoro manierista di Bernardo Buontalenti, dalla basilica di Santa Trinita (che era stata ristrutturata riportandola alle forme gotiche) e altri arredi tra cui l'altare di Giambologna. Anche Santo Stefano venne quindi radicalmente restaurata, ritrovando le bifore romaniche sulla facciata e la nicchia gotica all'interno, mentre la cripta veniva travolta con la costruzione di muri di sostegno per tenere la scalinata di Santa Trinità.
La chiesa è stata duramente colpita nell'ultima guerra mondiale e dall'alluvione del 1966. In particolare il 4 agosto 1944 le truppe tedesche in ritirata, con l'obiettivo di coprire di macerie tutti gli accessi al ponte Vecchio, distrussero tutti gli edifici a ridosso di via Por Santa Maria, sfollando preventivamente la popolazione. Particolarmente tragica fu la vicenda per parroco di Santo Stefano, Pietro Veneziani che, essendo priore e quindi responsabile a vita della sua chiesa, a 92 anni si rifiutò di abbandonare l'edificio, tanto che pur mobilitato l'arcivescovo, si riuscì solo a farlo andare nell'androne di palazzo Bartolommei, collegato alla chiesa stessa, dove venne ritrovato morto dopo le esplosioni.
Il 31 ottobre 1981 venne riaperta al culto, al termine di una mostra intitolata Firenze e la Toscana religiosa nel Cinquecento (16 marzo - 15 giugno 1980), con un nuovo parroco. Venne all'epoca pubblicato un libretto di Cenni storico-artistici. Nel 1986 venne di nuovo soppressa per la riduzione delle parrocchie nel centro storico cittadino a causa dello spopolamento. In quell'occasione l'arcidiocesi cancellò ben 180 parrocchie. A Santo Stefano, in particolare nella sagrestia, nella Cappella degli Orafi e in altri vani attigui alla chiesa, confluirono opere d'arte provenienti dalle chiese non più officiate che andarono a costituire il nucleo iniziale del Museo diocesano.
Da allora la chiesa, per alcuni anni, divenne l'auditorium dell'Orchestra regionale toscana.
In occasione dell'attentato di via dei Georgofili del 27 maggio 1993 subì gravi danni, ma venne presto restaurata. In quell'occasione venne anche riscoperto un affresco quattrocentesco di scuola botticelliana raffigurante Tobia e l'arcangelo Raffaele, in un vano presso l'altare di Santo Stefano inglobato nel Palazzo Bartolommei, che un tempo dava direttamente sull'antico tracciato di via Lambertesca.
A partire dal 2015, Santo Stefano al Ponte ospita le mostre interattive di Crossmedia Group..

## Descrizione
Le fasi costruttive di Santo Stefano al Ponte sono essenzialmente tre: una romanica, della quale resta solo la parte inferiore della facciata, una gotica e una del barocco fiorentino.

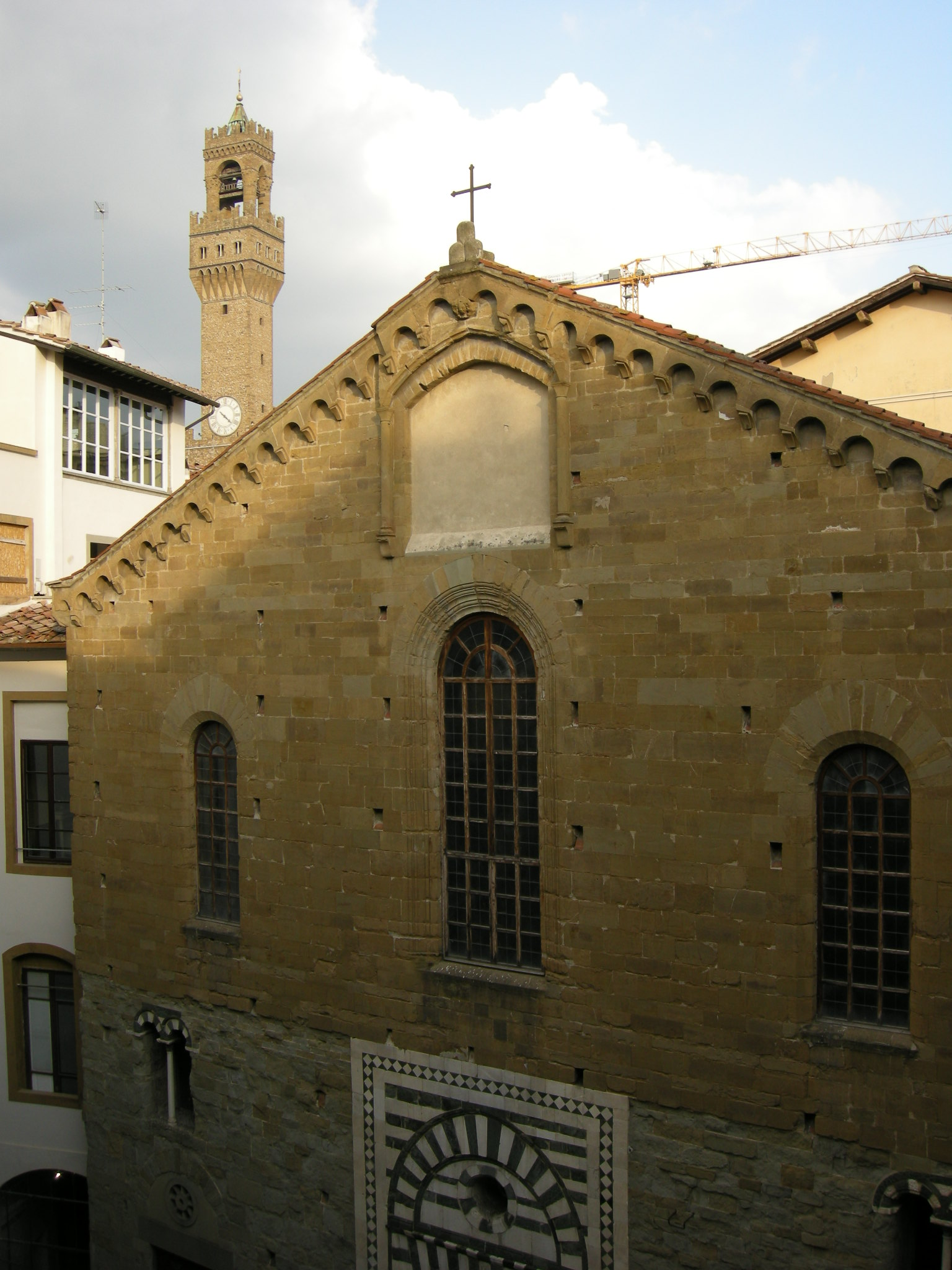
La parte superiore della facciata, sullo sfondo della Torre di Arnolfo

### Facciata
La facciata conserva tracce dell'assetto romanico nella parte inferiore. Al centro si apre un portale sormontato da lunetta a tutto sesto (con un oculo) e incorniciato da un ricco paramento bicromo in marmo bianco e marmo verde di Prato. Le due porte laterali sono di struttura simile ma più piccole e prive di incrostazioni marmoree: la loro presenza rivela come anticamente la chiesa dovesse essere a tre navate. Nelle lunette laterali si trovano due rosoncini a forma di ruota e sopra di esse si aprono due bifore con colonnina e archivolto incrostato di marmi bicolore. La parte superiore della facciata ha un paramento a bozze più lisce e regolari che tradisce una datazione più moderna, fatta tra il XIII secolo e gli inizi del XIV. Vi si aprono tre finestre ad arco e una nicchia centrale con colonnine su peducci. Il coronamento a capanna è decorato da archetti pensili.

### Interno

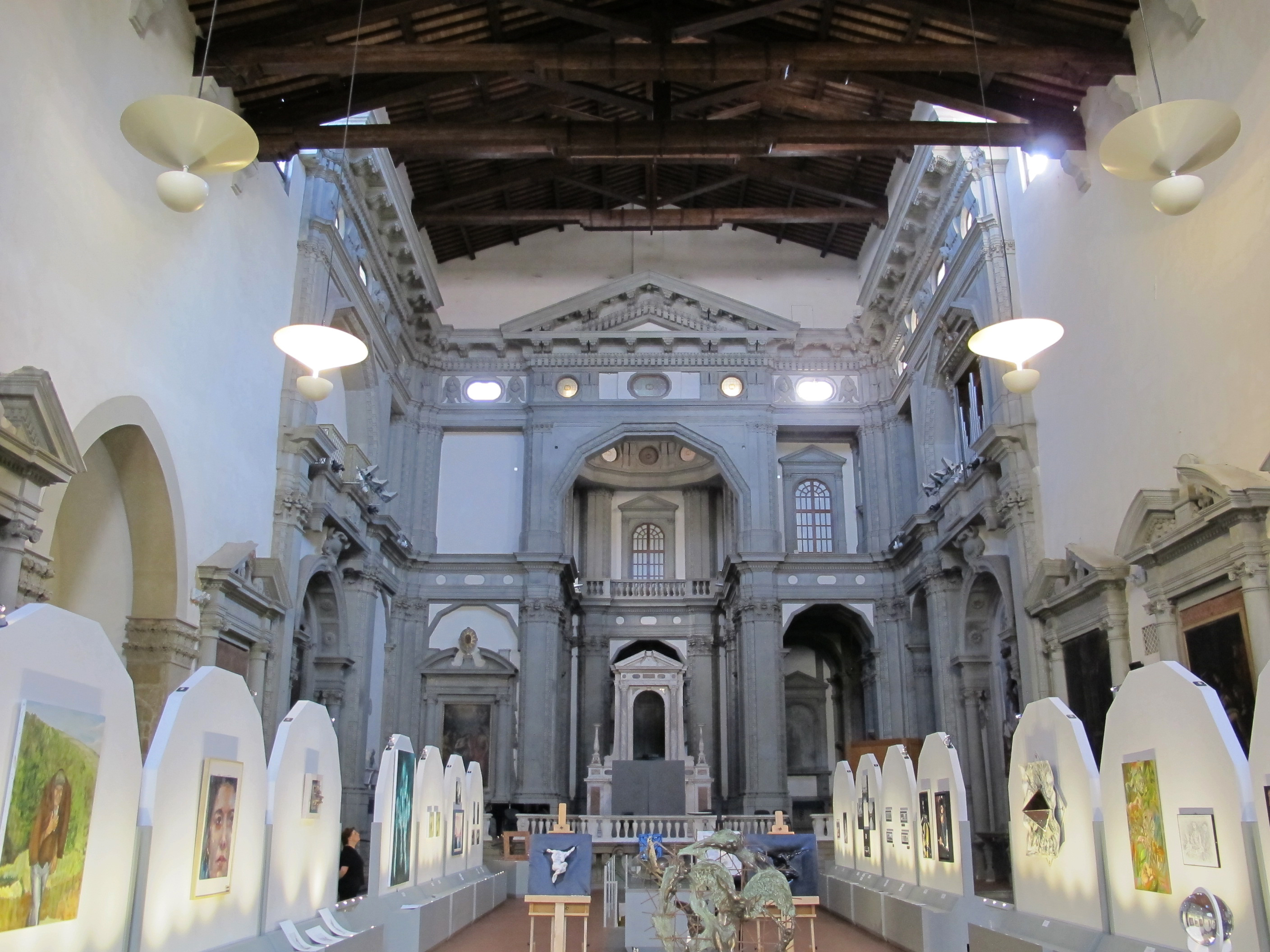
L'interno della chiesa

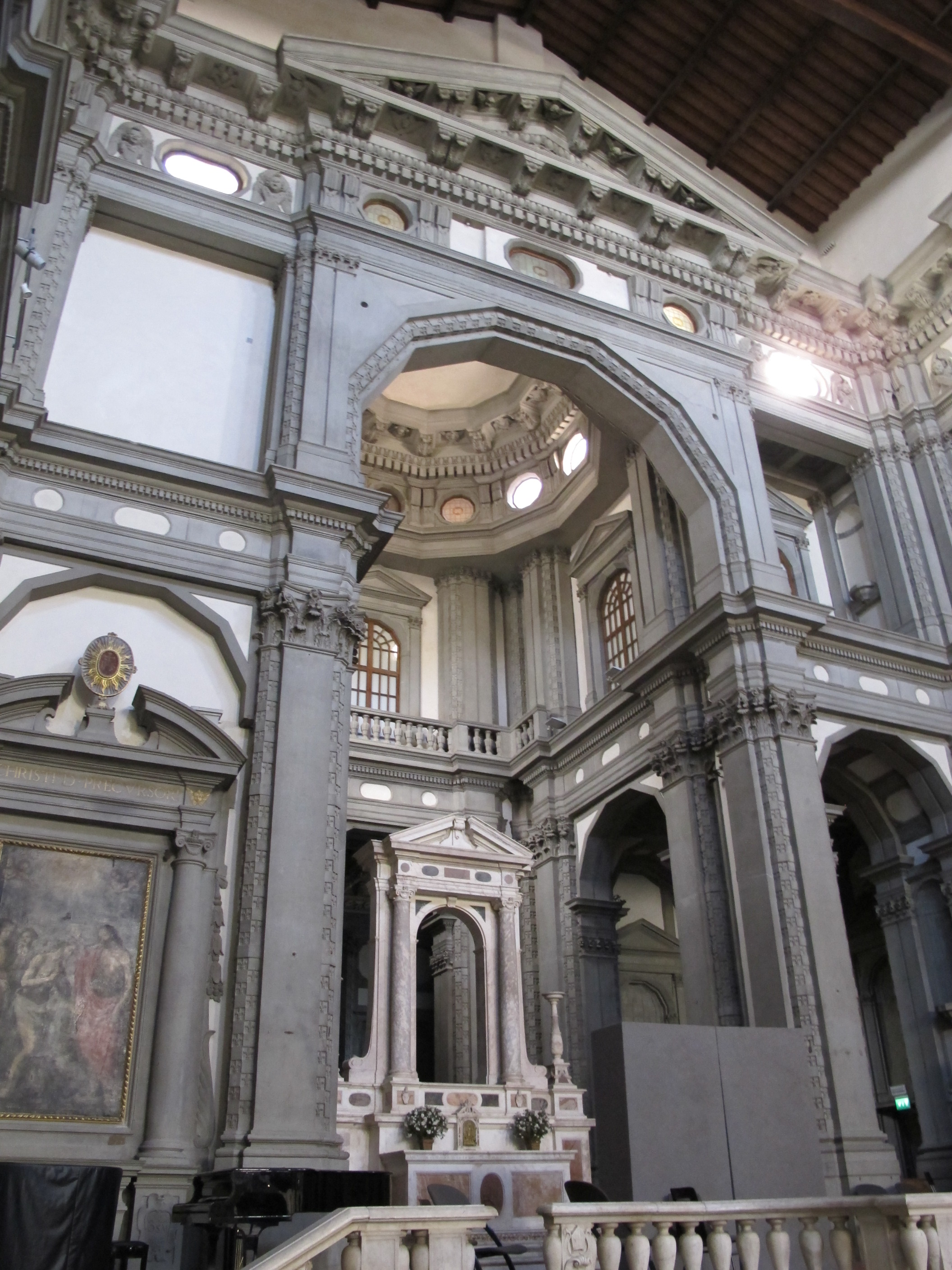
Il presbiterio

La parte più antica, di epoca gotica, è quella fino al terzo altare laterale; la parte finale della navata è successiva, con il tetto più alto di circa due metri e finestre lucifere nel muro di collegamento.
I grandi altari cinquecenteschi ai lati riprendono il modello di quelli vasariani in Santa Croce, con timpano spezzato con medaglioni al centro, che in questo caso portano il monogramma di San Bernardino da Siena, forse in visita alla chiesa nel 1424. Si ha anche notizia di una pala del Beato Angelico commissionata dai Gherardini nel 1418 per adornare la propria Cappella ed oggi perduta.
Il complesso delle decorazioni seicentesche volute dal marchese Bartolommei è imponente e ricco, ma non sovraccarico, secondo l'attenta misura del barocco fiorentino. La tribuna si apre con un grande fondale scenografico alla navata, che fa correre lo sguardo dell'osservatore in altezza e in profondità. Le membrature architettoniche sono tutte in pietra serena, che, secondo il più classico stile fiorentino-brunelleschiano, spiccano sull'intonaco bianco delle pareti. Il gioco di luci e ombre creato dai minuti elementi geometrici (i rilievi a scacchi, le spezzate, le sfaccettature, i dentelli) crea un effetto di "brulichio ordinato", che non dà all'occhio un attimo di posa. Ogni elemento curvilineo è accuratamente evitato: al posto del cerchio si trova il dodecaedro, al posto dell'arco una spezzata di sette lati (semi-dodecaedro), al posto della base curva nicchie e cupola a spicchi.
Il presbiterio è diviso in tre partizioni: la tribuna-cappella centrale e due cappelle laterali (delle quali però quella di sinistra è finta). La cappella centrale è inquadrata da un grande pseudo-arco (in realtà è un semi-dodecaedro) poggiante su poderosi pilastri con capitelli corinzi. Le facce centrali dei pilastri sono lisce, mentre quelle angolari contengono una decorazione a scacchiera con gigli, evidente richiamo allo stemma araldico dei Bartolommei. Oltre la trabeazione si trova un secondo ordine con lesene, finestre timpanate e balaustra in pietra serena, dove si apre anche la cantoria con l'organo. Sopra si imposta la cupola a spicchi, con tamburo e oculi, in omaggio a Santa Maria del Fiore.
In alto, nella navata, le capriate sono impostate su un cornicione sporgente retto da mensole a volute d'acanto. Il fregio sottostante è composto da oculi pseudo-ovali (anche qui tornano le linee spezzate) intervallate da rilievi di cherubini.

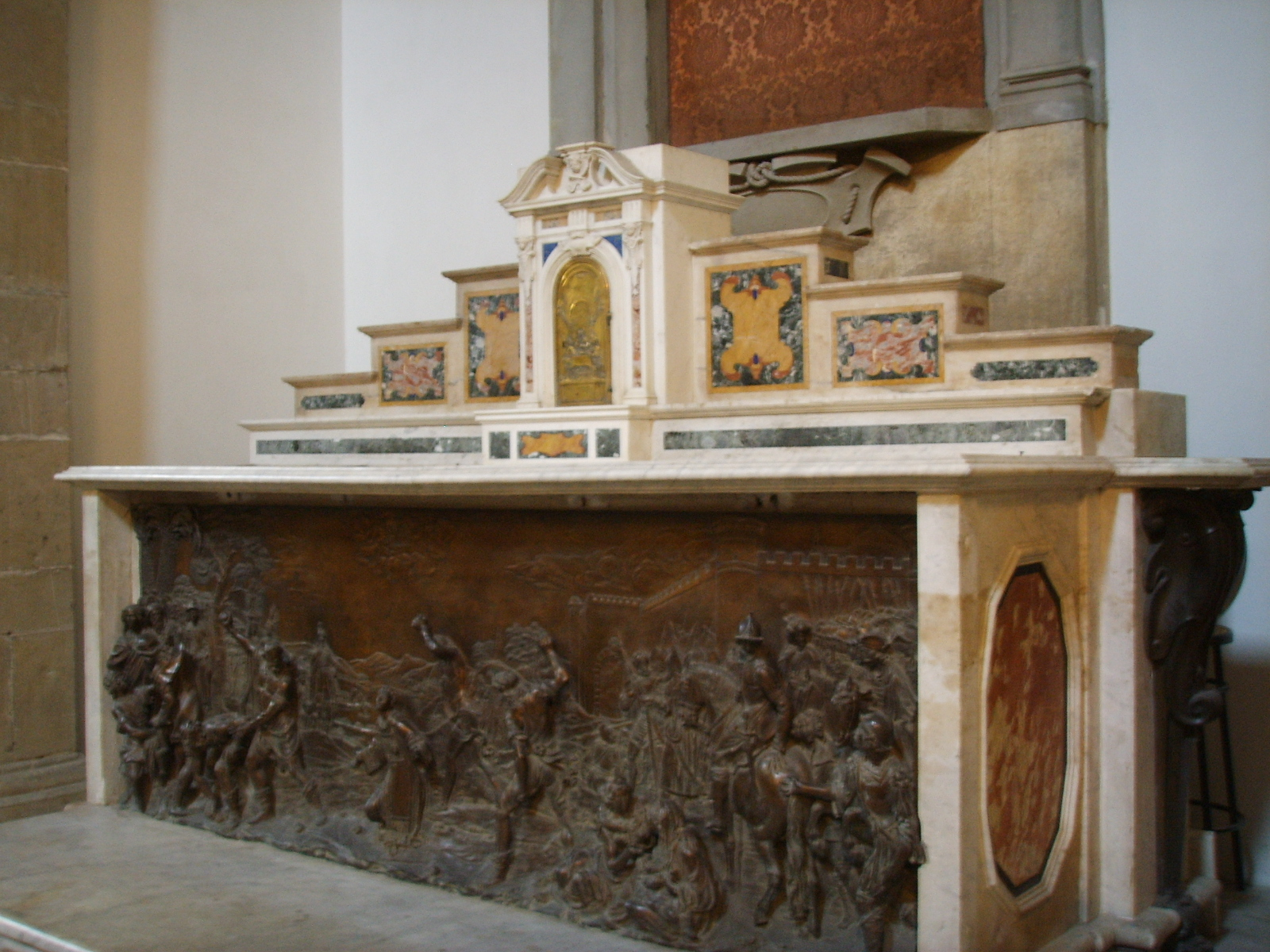
L'altare di Ferdinando Tacca

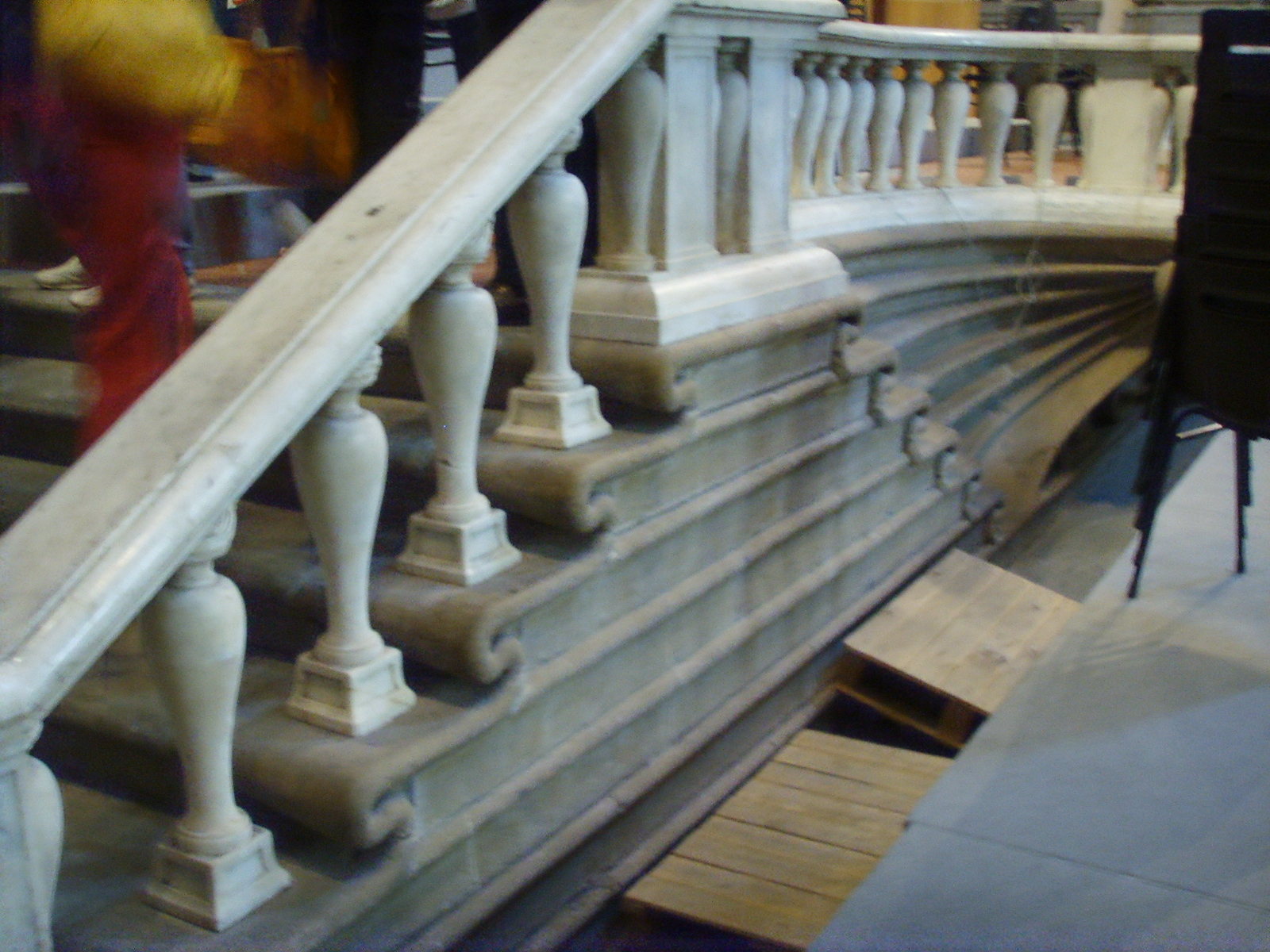
La scalinata di Buontalenti (dettaglio)

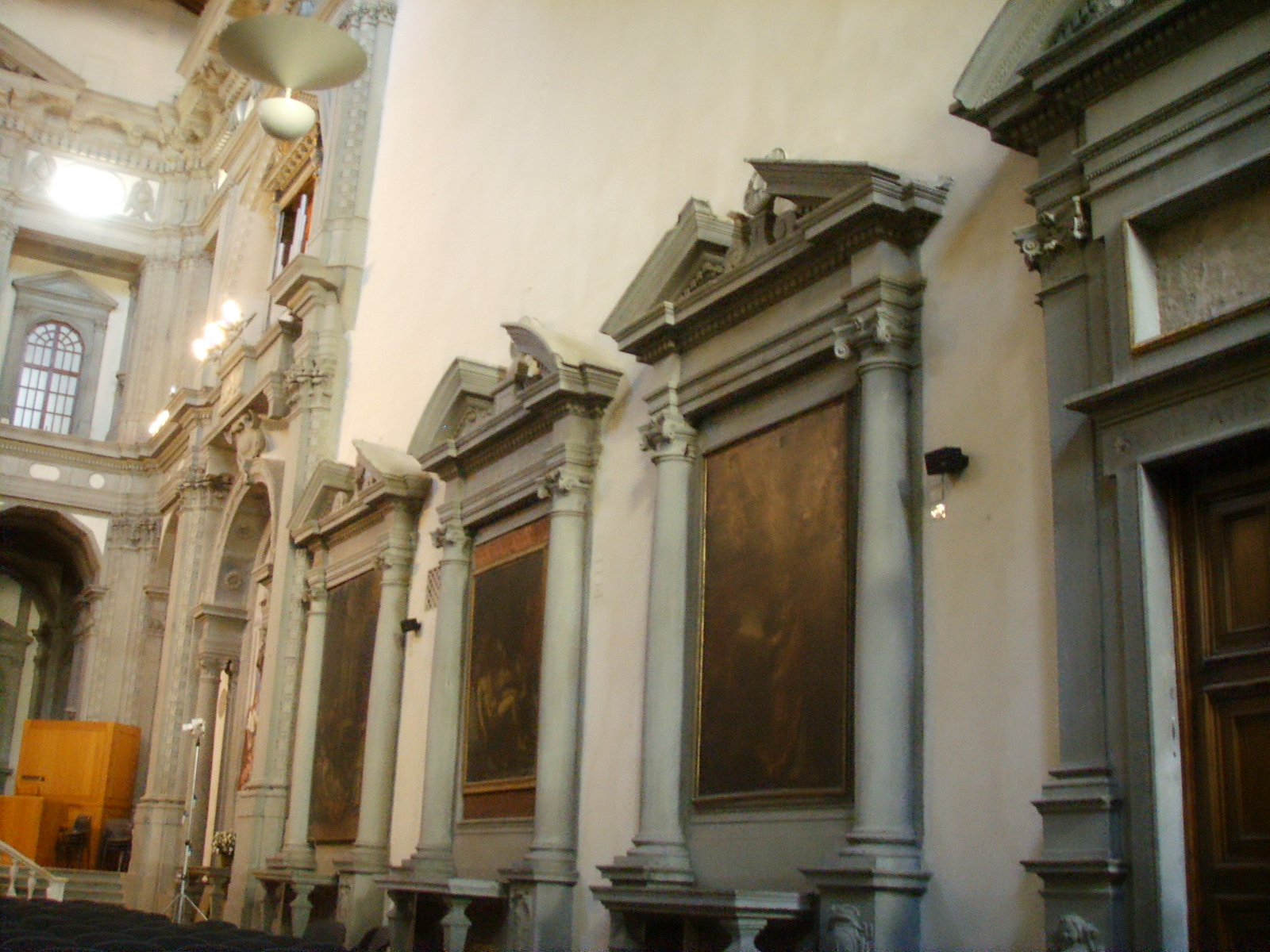
Lato destro

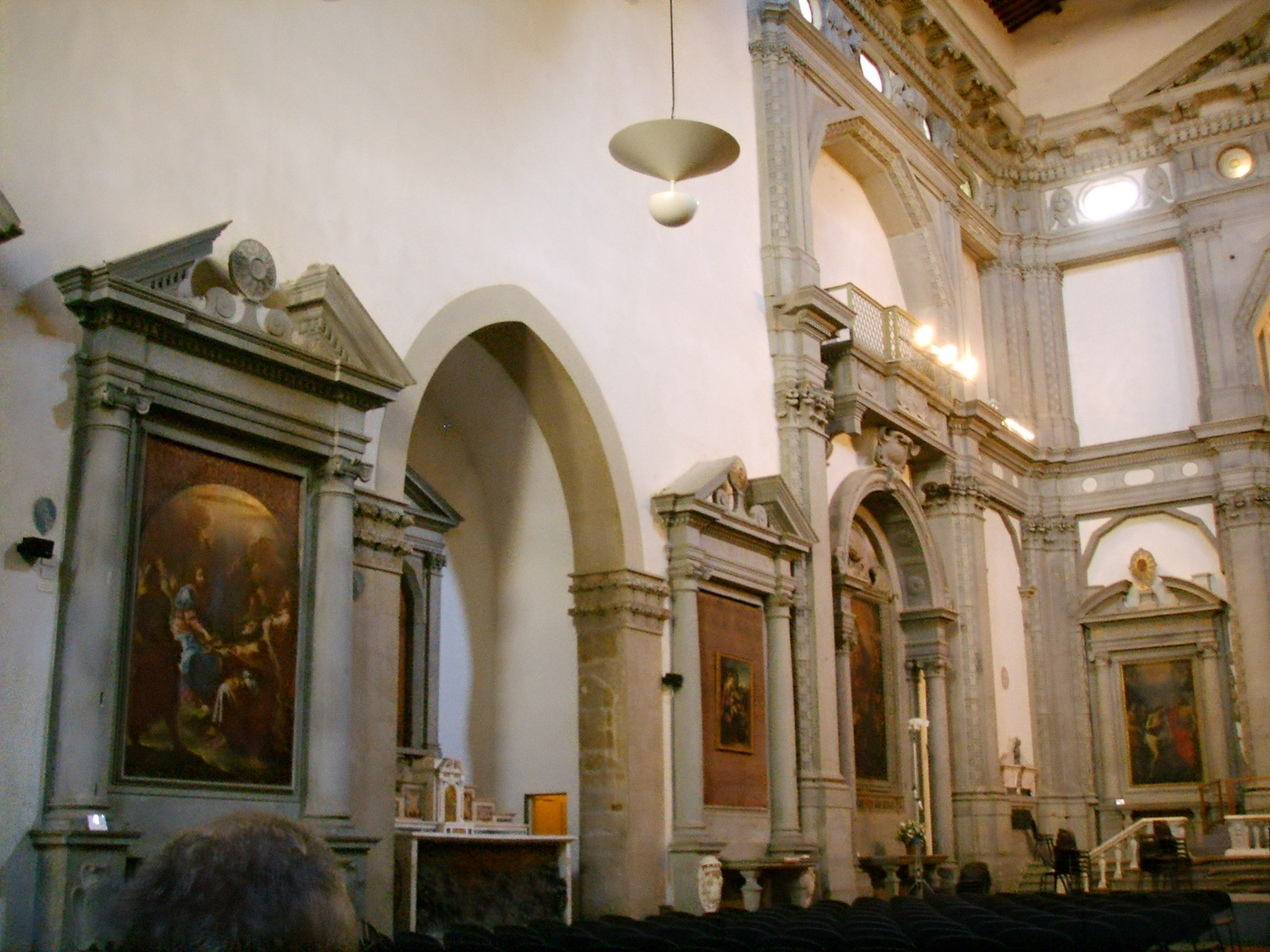
Lato sinistro

Assai suggestiva è la scalinata con balaustra marmorea, capolavoro del Buontalenti (1574), proveniente da Santa Trinita. I gradini assomigliano alle valve di una conchiglia a spira o alle ali di un pipistrello, che interrompono lo schema di linee rette della balaustrata.

### Controfacciata
Sulla controfacciata si trovano la lastra tombale di Ferdinando Bartolommei (1870), col medaglione col profilo opera di Pio Fedi, e un'acquasantiera in marmo di Carrara, databile al XVI secolo ma legata a stilemi ancora quattrocenteschi, vicini allo stile di Benedetto da Rovezzano (l'acquasantiera faceva parte di una coppia, ma quella di destra venne distrutta nel 1944).

### Parete destra
Le pale di altare sono attualmente in restauro e riordino, per cui se ne dà un elenco in una sezione a parte, poiché la collocazione sugli altari non è certa (alcune si trovano nel museo, altre in deposito).
Il primo altare che si incontra sulla parete destra ha un portale in pietra serena con timpano spezzato e due paraste con capitelli corinzi; una lapide riporta l'epitaffio di Francesco Zannoni, morto nel 1815, mentre sull'architrave si trova la scritta Societas Sancti Lucae, che indica il passaggio verso la cappella della Compagnia di San Luca (post 1630). La pala d'altare era una Crocifissione di maestro anonimo.
Il secondo altare aveva una tela di Matteo Rosselli. Il terzo è detto "di San Nicola di Tolentino" ed era patrocinato dai Tebaldi: vi si trovava una teca neogotica con una scultura in cera policroma del XVIII secolo, raffigurante l'Ecce Homo, oggi in deposito. Il quarto altare è dedicato a Santa Cecilia e, come testimonia la scritta in alto, era stato usato in precedenza dalla Compagnia di San Luca. Il quinto altare è detto "del Crocifisso", per il Crocifisso in legno policromo del 1576, circondato da un affresco di Niccolò Lapi con Maria, San Giovanni e altre due figure (fine XVII-inizio XVIII secolo); in altro si trova l'organo seicentesco di fattura toscana. Prima della zona del presbiterio si incontra la sepoltura del sacerdote Giovanni Nardi.

### Parete sinistra
Il prima altare di sinistra è intitolato a santa Caterina d'Alessandria e patrocinato un tempo dai Botticini: accanto all'altare si trova un epitaffio a Giovanni Battista Zannoni, del 1832 e poco più avanti la lastra tombale di Michele Baldini (1821. Il portale in pietra serena fa coppia con quello sul lato opposto, con lo stemma Bartolommei e un medaglione in alto con affresco di un busto di prelato. Il secondo altare era della famiglia Gucci-Tolomei e nel medioevo doveva essere una vera e propria cappella, con affreschi di Giottino, con una tavola di Mariotto di Nardo del 1412; l'altare era intitolato a San Paolo e nel 1765 divenne l'altare del Sacramento.
Il terzo altare è in realtà un grande nicchia gotica, simile alle cappelle minori di Santa Maria del Fiore; conserva l'altare in marmo e pietre dure del 1836 che un tempo era l'altare maggiore di Santo Stefano e che venne qui spostato nel 1894-1895. Qui si trova l'opera forse più significativa realizzata appositamente per Santo Stefano al Ponte, il paliotto bronzeo col bassorilievo del Martirio di Santo Stefano, di Ferdinando Tacca del 1656. Sul muro di fondo si trova un tabernacolo in pietra serena che ospita il rilievo marmoreo di una Madonna col Bambino, attribuita al Maestro delle Madonne di marmo, vicino a Mino da Fiesole e Desiderio da Settignano.
Il quarto altare, dedicato a san Zanobi, era patrocinato dai Giardini-Girolami, poi dai Covoni; risale al 1451 e venne ricostruito nel 1745. Il quinto era dei Bartolommei e dedicato alla Madonna della Cintola

### Pale d'altare
- Crocifissione di ignoto del XVI secolo (140x115)
- San Filippo, attribuita a Francesco Bianchi Buonavita (1650 circa), gravemente danneggiata nel 1944
- Apparizione della Madonna e angeli a San Lorenzo, Matteo Rosselli
- Pala perduta di Lorenzo Botti (1650 circa), già sul secondo altare di destra, distrutta
- Deposizione, Santi di Tito, copia dal Cigoli (l'originale è oggi al Kunsthistorisches Museum di Vienna)
- Morte di Santa Cecilia alla presenza di Urbano I, Francesco Curradi (entro 1641, 330x236), già sull'altare maggiore della soppressa chiesa di Santa Cecilia; la santa assomiglia alla Beatrice Cenci di Guido Reni nella Galleria nazionale d'arte antica di palazzo Barberini.
- Sposalizio di Santa Caterina d'Alessandria, della scuola del Cigoli (1650 circa)
- Conversione di Paolo, di Francesco Morosini
- San Zanobi che resuscita un fanciullo di Mauro Soderini (1745 circa)
- Sant'Agostino, Santa Monica e altri santi agostiniani al cospetto della Vergine, Santi di Tito (post 1585)

### Cappella Bellandi
La cappella laterale del presbiterio era anticamente dei Bellandi e qui nel XIV secolo esisteva una tavola dipinta di Taddeo Gaddi. Oggi sull'altare si trova una Vergine di autore ignoto del XVIII secolo, un tempo molto venerata. Memoria delle sepolture Bellandi si trova in un marmo della facciata, a sinistra del portale.

### Altare maggiore e coro

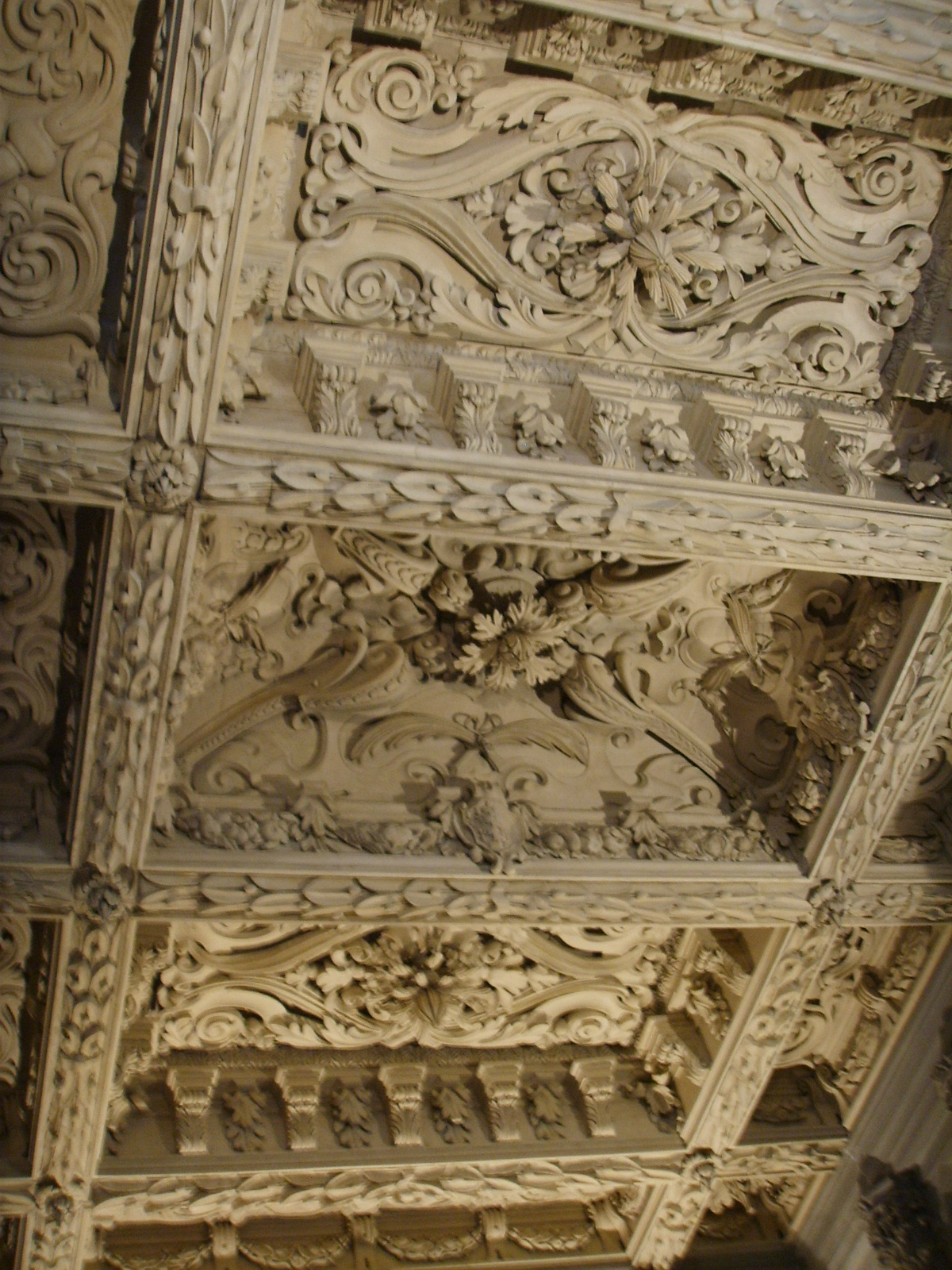
Il soffitto intagliato

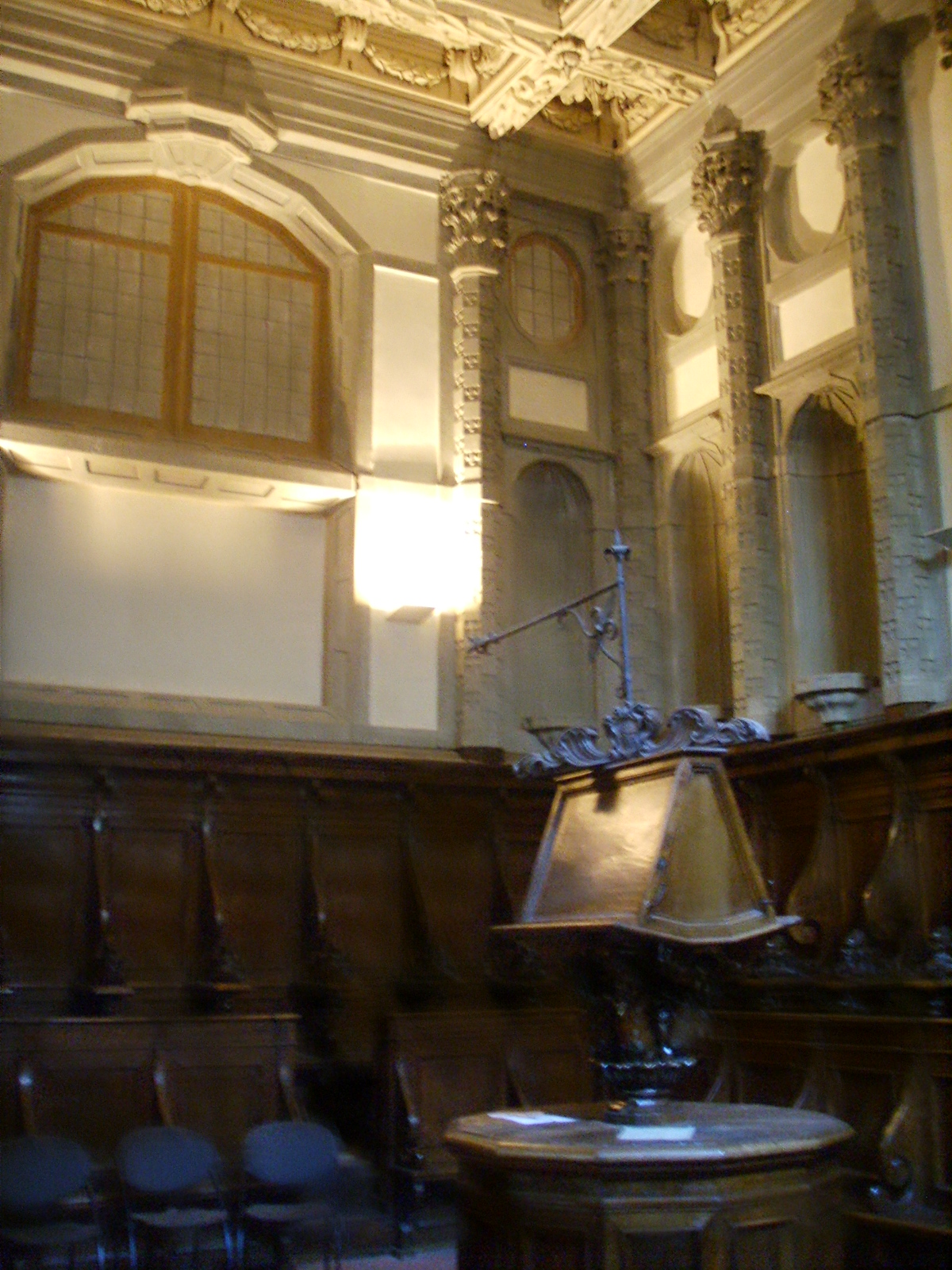
Il coro

Anche l'altare maggiore, come la scalinata, non è originale di Santo Stefano e proviene da Santa Maria Nuova. È opera del Giambologna del 1594, costituita da un bancone in marmo bianco con specchiature in marmi rosa e rossi e un piano con il monogramma di San Bernardino inciso. L'edicola slanciata (priva delle linee spezzate tipiche di santo Stefano per questo riconoscibile come frutto di interpolazione) è decorata da due colonnine e assomiglia all'altro altare di Giambologna per la Cappella Salviati in San Marco. Al centro dell'edicola, tra due candelabri marmorei, stava un Crocifisso quattrocentesco.
Il coro è un vasto ambiente a pianta quadrata posto dietro l'altare e rifatto interamente in epoca barocca a spese dei Bartolommei. Leggermente più tardo è il ricchissimo soffitto intagliato e dipinto di bianco a imitazione dello stucco, con motivi vegetali e stemmi Bartolommei; probabilmente il progetto originario prevedeva anche la dorature, come tipica dell'epoca.
Il coro ligneo in noce intagliato presenta un doppio ordine di scranni, con i braccioli che presentano testine d'angelo e volute barocche. Fu opera di un team di intagliatori fiorentini diretti da Jacopo Sani verso il 1650. Anche il badalone, al centro del coro, risale allo stesso periodo ed è decorato da teste di putti simili a quelle degli scranni. Nella nicchia centrale si trova un Santo Stefano in stucco dipinto (170x50) attribuito dalle fonti a Giovanni Gonnelli (1650 circa), allievo di Ferdinando Tacca.

### Finta cappella di sinistra
A sinistra si trova una finta cappella, tamponata per ricavare un ambiente di servizio. Vi è appoggiato un altare con il Battesimo di Cristo di Jacopo Confortini, firmato e datato 1667.

### La cripta

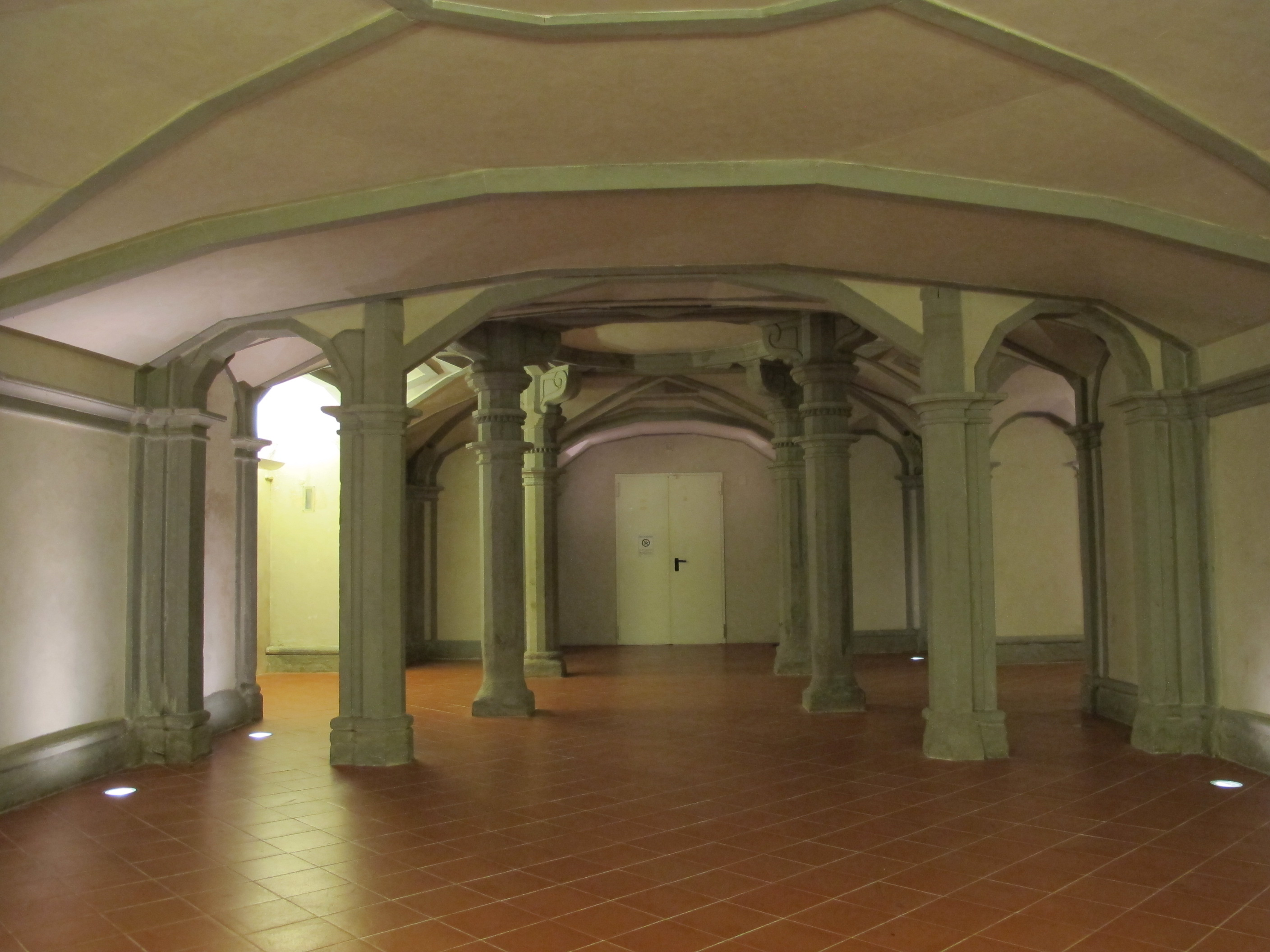
La cripta

La cripta è oggi accessibile da un varco che si apre al centro della navata; si tratta di una soluzione provvisoria di compromesso, creata nei restauri degli anni novanta, che facilita l'accesso e valorizza la cripta (dove sono stati creati i servizi igienici per l'uso come sede di concerti), nascondendo tuttavia alla vista la scenografica scalinata barocca.
Nella cripta si ritrovano gli stessi elementi architettonici con le linee spezzate: i pilastri al posto delle colonne e le membrature decorative del soffitto. Curiosi sono i capitelli, composti esclusivamente da modanature. Le basse volte riecheggiano la cappella dei Principi in San Lorenzo.

### Cortile e annessi
Il cortile quattrocentesco, adiacente alla cripta, presenta delle bifore in pietra serena dal taglio brunelleschiano e al centro ospita un pozzo circolare e un capitello frammentario. In fondo al cortile, a destra della chiesa, si accede alla cappella degli Orafi, decorata da due pale del 1816 con l'Apparizione della Madonna a Sant'Eligio e una Crocifissione. Da qui si accede alla sala di riunione della Compagnia degli Orafi, forse l'antico refettorio della canonica, col soffitto decorato a grisaille e un riquadro centrale con San Luca in gloria (la compagnia di intitolava anticamente a San Luca). Gli arredi lignei sono del XVII secolo, mentre il Crocifisso in legno policromo è del XV secolo e presenta una croce scolpita come rami d'albero.
Il portico ha un impianto medievale, con numerose lastre tombali e iscrizioni funebri provenienti dalla chiesa (le più antiche sono trecentesche). La fontana con mascherone sulla destra è del 1639, mentre il pozzo in pietra è dei XVII secolo.

## Il Museo diocesano
Nei locali attigui alla chiesa è ospitato un Museo Diocesano di arte sacra, che espone varie opere fra le quali spicca una tavola di Giotto raffigurante la Madonna col Bambino.

## Piazza e vicolo di Santo Stefano
La chiesa si affaccia sull'omonima piazza di Santo Stefano, collegata a via Por Santa Maria dal vicolo di santo Stefano, a via Lambertesca da una volta senza nome e verso il ponte Vecchio dal vicolo Marzio.
Gli edifici sulla piazza, fata eccezione per la chiesa, vennero completamente ricostruiti nel Dopoguerra per le gravissime distruzioni compiute dai tedeschi in ritirata nell'agosto del 1944. In quell'occasione venne creata anche la volta, che avrebbe dovuto creare una direttrice pedonale alternativa tra piazza della Signoria e il ponte Vecchio, ma che alla fine venne interrotta dalla mancata apertura di un collegamento tra il chiasso Cozza e la piazza de' Salterelli. Alcuni sostengono che questa direttrice fosse quella che in epoca romana portava all'antenato del ponte Vecchio, costruito nei pressi di piazza del Pesce
Sulla facciata della chiesa si trova una lapide con un bando dei Signori Otto, quasi illeggibile, ma fortunatamente nota da trascrizioni:
| A Dİ XIII DI LVGº MDCXVII GLI SPLI.SS. OTTO DI BAL. DEL CITTÀ DI FIRE ANO PHIB.' CHE DALLA FOGNA DI S. STEF.° DEL POT. VEC.° SINO ALLA PORTA DELLA CHIESA ET P IL CHIAS° DALLA PORTA DEL CONV.° SINO ALLE VOLTE DE GIROL! NO VI SI GIVOCHI A PALLA NE AD ALTRI GIVOCHI NE VI SI FACCIA SPORC.A DI SORT ALCA PA DI S.DI 2 E DVA TRATTI DI FVNE AD ARB DEL SPLE. MAG.° OLTRE ALLA CATTVRA PART. 470 |

La trascrizione in italiano corrente è: «Il giorno 13 luglio 1617 gli spettabili Signori Otto di (guardia e) balia della città di Firenze hanno proibito che dalla fogna di Santo Stefano del Ponte Vecchio sino alla porta della chiesa e per il chiasso dalla porta del convento (il vicolo Marzio) sino alle volte dei Girolami non si giochi a palla né ad altri giochi né si faccia sporcizia di alcun tipo (sorte), sotto pena di due scudi e due tratti di fune secondo l'arbitrio dello spettabile magistrato, oltre alla cattura. Partito 470.»
Dietro l'angolo, lato del vicolo Marzio, un'altra lapide dei Signori Otto di cui resta solo la forma della pietra serena riportava:
| I S.RI OTTO. HANNO PROIBITO.FARCI BRVTTVRA 1598 |

## Confraternite
Nella chiesa e nei suoi annessi si riunirono nel tempo alcune confraternite, tra cui la Compagnia di Sant'Eligio degli Orefici.